# Roberto Scherson
Roberto Scherson (Santiago de Chile, 1957) es un pianista y compositor chileno.
Alumno del Conservatorio Nacional de Santiago, debuta joven con la Orquesta Sinfónica de Chile. A los 19 años gana una beca del gobierno francés para perfeccionarse en el Conservatorio de París. En 1984 viaja a Estados Unidos para producir en el Music Center de Los Ángeles. En 1996 graba un disco compacto en Alemania (Radio de Saar), el que tuvo buena crítica. Tuvo el honor de participar del concierto del 150.º aniversario del fallecimiento de Chopin, realizado en el teatro de los Campos Elíseos, en París, y en el 2002, de un concierto en el Avery Fisher Hall del Lincoln Center de Nueva York.
- Datos: Q5396420